# Frank Byers, Baron Byers
Charles Frank Byers, Baron Byers PC OBE DL (* 24. Juli 1915 in Liverpool, Lancashire; † 6. Februar 1984 in London) war ein britischer Politiker der Liberal Party, der fünf Jahre lang Abgeordneter des House of Commons war und 1964 als Life Peer aufgrund des Life Peerages Act 1958 Mitglied des House of Lords wurde. Byers, der zwei Jahre lang geschäftsführender Vorsitzender (Chairman) der Liberalen Partei war, fungierte siebzehn Jahre lang von 1967 bis zu seinem Tod als Vorsitzender der Fraktion der Liberalen Partei im Oberhaus (Leader of the Liberal Party in the House of Lords).

## Leben

### Studium und Offizier im Zweiten Weltkrieg
Byers absolvierte nach dem Besuch der Westminster School ein Studium am Christ Church der University of Oxford, das er mit einem Bachelor in Philosophy, Politics & Economics abschloss. Während seines Studiums war er Vorsitzender der Liberalen Studentenverbandes der Universität Oxford und absolvierte in dieser Zeit auch einen Auslandsstudienaufenthalt an der Milton Academy in Massachusetts.
Nach einem ergänzenden Studium der Rechtswissenschaften erhielt er die anwaltliche Zulassung bei der Rechtsanwaltskammer (Inns of Court) von Gray’s Inn, nahm allerdings keine anwaltliche Tätigkeit auf, sondern trat mit Beginn des Zweiten Weltkrieges seinen Militärdienst an. In der Folgezeit diente er im Royal Regiment of Artillery und wurde zuletzt zum Hauptmann befördert mit der zeitweiligen Verwendung im Dienstgrad eines Major (Temporary Major). Aufgrund seiner militärischen Leistungen und Tapferkeit bei Kampfeinsätzen im Nahen Osten wurde er dreimal im Kriegsbericht erwähnt (Mentioned in Despatches) und am 6. Januar 1944 mit dem Offizierskreuz des Order of the British Empire ausgezeichnet. Darüber hinaus erhielt er das Ritterkreuz der Ehrenlegion sowie das Croix de guerre. Später erfolgte seine Beförderung zum Oberstleutnant.

### Unterhausabgeordneter und Oberhausmitglied
Bei den Unterhauswahlen vom 5. Juli 1945 wurde Byers für die Liberal Party in das House of Commons gewählt und vertrat in diesem bis zu seiner Niederlage bei den Unterhauswahlen am 23. Februar 1950 den Wahlkreis Dorset North. Während dieser Zeit fungierte er als Nachfolger von Tom Horabin von 1946 bis zu seiner Ablösung durch Joseph Grimond 1950 als Parlamentarischer Geschäftsführer (Chief Whip) der Fraktion der Liberalen Partei im Unterhaus. Zugleich war er zwischen 1946 und 1963 Vorsitzender der Liberal Central Association.
Nach seinem Ausscheiden aus dem Unterhaus war Byers als Nachfolger von Patrick Moynihan zwischen 1950 und seiner Ablösung durch Philip Fothergill 1952 geschäftsführender Vorsitzender der Liberalen Partei (Chairman of the Liberal Party), ehe er 1954 stellvertretender Vizepräsident der Liberal Party wurde. 1960 kandidierte er ohne Erfolg bei einer Nachwahl (By-election) im Wahlkreis Bolton East für den Wiedereinzug in das Unterhaus.
Anfang der 1960er Jahre begann er eine Tätigkeit als Wirtschaftsmanager und übernahm von 1962 bis 1973 die Aufgabe eines Direktors bei der Bergbaugesellschaft Rio Tinto Zinc.
Durch ein Letters Patent vom 22. Dezember 1964 wurde Byers aufgrund des Life Peerages Act 1958 als Life Peer mit dem Titel eines Baron Byers, of Lingfield in the County of Surrey, in den Adelsstand erhoben und gehörte damit bis zu seinem Tod dem House of Lords als Mitglied an. Während seiner Zugehörigkeit zum Oberhaus wurde er 1967 als Nachfolger von Philip Rea, 2. Baron Rea Vorsitzender der Fraktion der Liberalen Partei im Oberhaus (Leader of the Liberal Party in the House of Lords). Diese Funktion übte Baron Byers, der 1972 auch Privy Councillor wurde und zeitweilig das Amt eines Deputy Lieutenant bekleidete, bis zu seinem Tod siebzehn Jahre lang aus. Nachfolgerin wurde nach seinem Tod Beatrice Seear, Baroness Seear.